# Contea di Xiaochang
La contea di Xiaochang (孝昌县S, Xiàochāng XiànP) è una contea della Cina, situata nella provincia di Hubei e amministrata dalla prefettura di Xiaogan.